# Antonino Grano

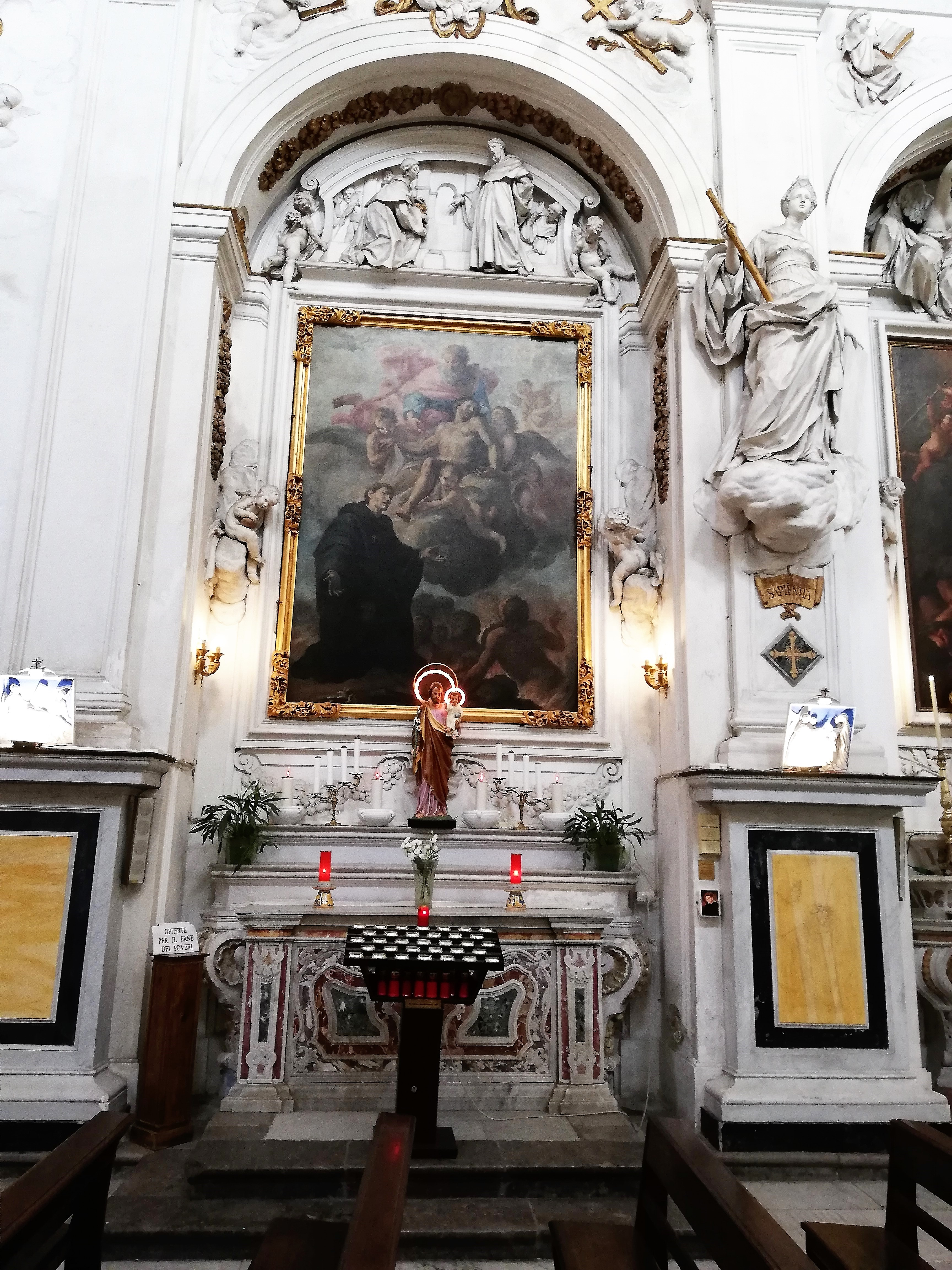
Obraz pędzla Antonino Grano

Antonino Grano (ur. ok. 1660 w Palermo, zm. 15 kwietnia 1718 w Palermo) – włoski malarz barokowy, aktywny głównie na Sycylii.
W młodości uczył się zawodu w Rzymie. Później wykonał freski kaplicy del Crocifisso w katedrze w Monreale oraz liczne freski w obiektach sakralnych Palermo, m.in. na sklepieniu prezbiterium kościołów della Martorana i Santa Chiara, w Casa Professa (fresk „Adoracja Dzieciątka przez Trzech Króli”), na sklepieniu świątyń Santa Maria di Valverde i Santa Maria della Pietà (w tym ostatnim namalował fresk „Triumf Zakonu Dominikanów”), malował także fresk w oratorium Santa Caterina d’Alessandria („Triumf św. Katarzyny”), ale zmarł przed jego ukończeniem i dzieło zostało dokończone przez syna artysty – Paolo Grano.
W 1821 r. Agostino Gallo i Antonello Gagini wydali w Palermo książkę poświęconą twórczości Grano pt. „Elogio storico di Antonio Gagini, scultore ed architetto palermitano”.